# Vindolanda
Vindolanda byla římská pomocná pevnost (castrum) auxuliárních sborů. Stála v blízkosti Hadriánova valu v severní Anglii, který byl postaven ve srovnání s ní o něco později a severněji, ale stala se jeho důležitou součástí. Archeologické vykopávky ukazují, že Římané v této lokalitě pobývali zhruba od roku 85 do 370 našeho letopočtu; definitivně však byla svými obyvateli opuštěna až v 9. století.
Pevnost se nacházela v blízkosti moderní vesnice Bardon Mill v hrabství Northumberland. Střežila Stanegate, strategicky důležitou římskou silnici. Pevnost proslavily zejména vindolandské tabulky, přibližně dva tisíce tenkých dřevěných tabulek popsaných inkoustem, které byly v době svého objevu nejstaršími zachovanými rukou psanými dokumenty v Británii.

## Název
Název Vindolanda pravděpodobně vychází z místního pojmenování, které používali místní obyvatelé, a znamenal „světlé travnaté pláně“; toto místo totiž bylo kvůli stínu kopce Barcombe Hill ráno pokryté rosou déle než okolí.

## Začátky
Poprvé od doby římské psal o ruinách Vindolandy anglický historik William Camden ve své Britannii (1586). V průběhu příštích dvou staletí tam příležitostně někteří lidé přijeli a líčení, která zanechali, lokalitu popisují ve stavu, který předcházel jejímu velkému poškození tím, že byla připravena o značnou část zdiva. Když místo v roce 1702 navštívil Christopher Hunter, vojenské lázně ještě měly část střechy. Přibližně v roce 1715 v této lokalitě John Warburton objevil oltář, který odtamtud odvezl. V roce 1814 začal první skutečné archeologický výzkum kněz Anthony Hedley. Zemřel však v roce 1835, ještě dřív, než své objevy popsal. Dlouho se nedělo téměř nic, až v roce 1914 byl nalezen další oltář, který postavili jej civilní obyvatelé pevnosti.
Pro tuto lokalitu se ve starých textech používá několik jmen, včetně Chesters on Caudley, Little Chesters, The Bower a Chesterholm. Oltář nalezený v roce 1914 potvrdil, že Římané pro toto místo užívali název „Vindolanda“ (jeden dávný pramen totiž uváděl „Vindolana“.

## Posádka
Posádka sestávala z pěchoty nebo pomocné jízdy, tedy z auxiliárních jednotek, ne z legionářů, římských občanů. Od počátku třetího století dále se jednalo o IV. kohortu Gallorum equitata, známou také jako IV. kohorta Galů. Předpokládalo se, že šlo prostě jen o název a členy pomocných sborů nabírali na místě, ale nápis nalezený v nedávné době naznačuje, že v útvaru stále ještě byli Galové a že si dávali záležet, aby se odlišovali od britských vojáků. Nápis zní:
CIVES GALLI
DE GALLIAE
CONCORDES
QUE BRITANNI
Text lze přeložit takto: "Galské jednotky s plnou podporou vojáků narozených v Británii věnují tuto sochu bohyni Gallii".

## Pevnost a vesnice

### Nejstarší dřevěné pevnosti
Nejstarší římské pevnosti ve Vindolandě byly ze dřeva a drnů. Zbytky leží až 4 metry hluboko v půdě, která je anoxická (bez kyslíku) a prosáklá vodou. Stálo tam postupně pět dřevěných pevností, které vždy postavili a před novou výstavbou srovnali se zemí.
První, malou pevnost, pravděpodobně postavila I. kohorta z Tungrianů přibližně v roce 85. Přibližně před rokem 95 ji nahradila větší dřevěná pevnost, kterou vybudovala IX. kohorta Batavů, což byla smíšená jednotka pěchoty i jezdectva o síle zhruba 1000 mužů. Tuto tvrz opravili kolem roku 100, když tam velel římský prefekt Flavius Cerialis. Při odchodu IX. kohorty Batavorum (Batavů) v roce 105 byla pevnost zbořena.
Potom se do Vindolandy vrátila I. kohorta Tungrorum, kteří postavili větší dřevěnou pevnost a zůstali zde, dokud nebyl kolem roku 122 o necelé dva kilometry severněji vybudován Hadriánův val; tehdy se přestěhovali s největší pravděpodobností do pevnosti Vercovicium (Housesteads).

### Kamenné pevnosti, kamenné domy
Brzy po vybudování Hadriánova valu se většina římských vojáků přesunula na sever k Antoninovu valu. Ve Vindolandě byla postavena kamenná pevnost, možná pro II. kohortu Nervorum. Od roku 208 do roku 211 probíhalo v Británii velké povstání proti Římu a sám císař Septimius Severus přitáhl s vojskem do Británie, aby zakročil. Stará kamenná pevnost byla zbourána a na jejím místě vznikla nekonvenční skupina vojenských budov na západě a neobvyklé množství kruhových kamenných chýší. Některé pozůstatky těchto chýší jsou vidět u severních hradeb a jihozápadní hradby poslední kamenné pevnosti. Římská armáda je možná postavila pro rodiny britských farmářů, aby v nich přebývaly v tomto neklidném období.
Septimius Severus zemřel v Yorku v roce 211; jeho synové rebely vyplatili a vrátili se do Říma. Kamenné budovy byly zbořeny a na místě chýší byla postavena velká kamenná pevnost pro IV. kohortu Gallorum.
Vindolanda byla v průběhu věků postavena a zbořena nejméně devětkrát. Je zvlášť cenná, protože stavby nebyly rozebrány a jejich materiál nebyl použit znovu při stavbě domů nebo silnic.

### Vicus
V západní části pevnosti se vyvinul vicus neboli samosprávná vesnice. Skládala se z několika řad budov, z nichž v každé jsou jednotlivé místnosti pro bydlení. Většina z nich nemá připojení na stávající kanalizační systém. Ta místnost, která napojena je, sloužila pravděpodobně jako jatka, kde bylo důležité ze zdravotních důvodů mít dobrý odtok.
Kamenný oltář nalezený v roce 1914 (vystavený v muzeu), je důkazem, že osada měla oficiálně postavení samosprávné osady (vicus) a jmenovala se Vindolanda. Na jih od pevnosti se nacházejí lázně, velký lázeňský komplex, který byl často mnoha lidmi využíván. Později postavená kamenná pevnost a sousední vesnice zůstaly v provozu až do roku 285, kdy je z neznámých důvodů značná část obyvatel opustila.

### Pevnosti ve 4. století
Okolo roku 300 byla pevnost opět přestavěna, ale vicus nebyl znovu osídlen, protože žít mimo ochranné zdi pevnosti bylo v této oblasti pravděpodobně příliš nebezpečné. V roce 370 byla pevnost zhruba opravena, snad vojáky nepravidelných jednotek. Neexistuje žádný důkaz pro tradiční názor, že v roce 410 římská okupace náhle skončila; odchod Římanů mohl proběhnout i postupně.

## Archeologický výzkum
Ve třicátých letech 20. století koupil dům v Chesterholmu, kde se nyní nachází muzeum, archeolog Eric Birley, který se zajímal o vykopávky v této lokalitě. V nich potom pokračovali jeho synové, Robin a Anthony, a jeho vnuk Andrew Birley. Práce tam probíhají každé léto a některé z archeologických ložisek dosahují hloubky šesti metrů.
V těchto hloubkách není kyslík, který bakterie rozkládající organické látky potřebují, proto se zachovaly tisíce artefaktů, jako jsou dřevěné psací tabulky a více než 160 hřebenů ze zimostrázu, které se za normálních okolností v zemi rozpadnou.

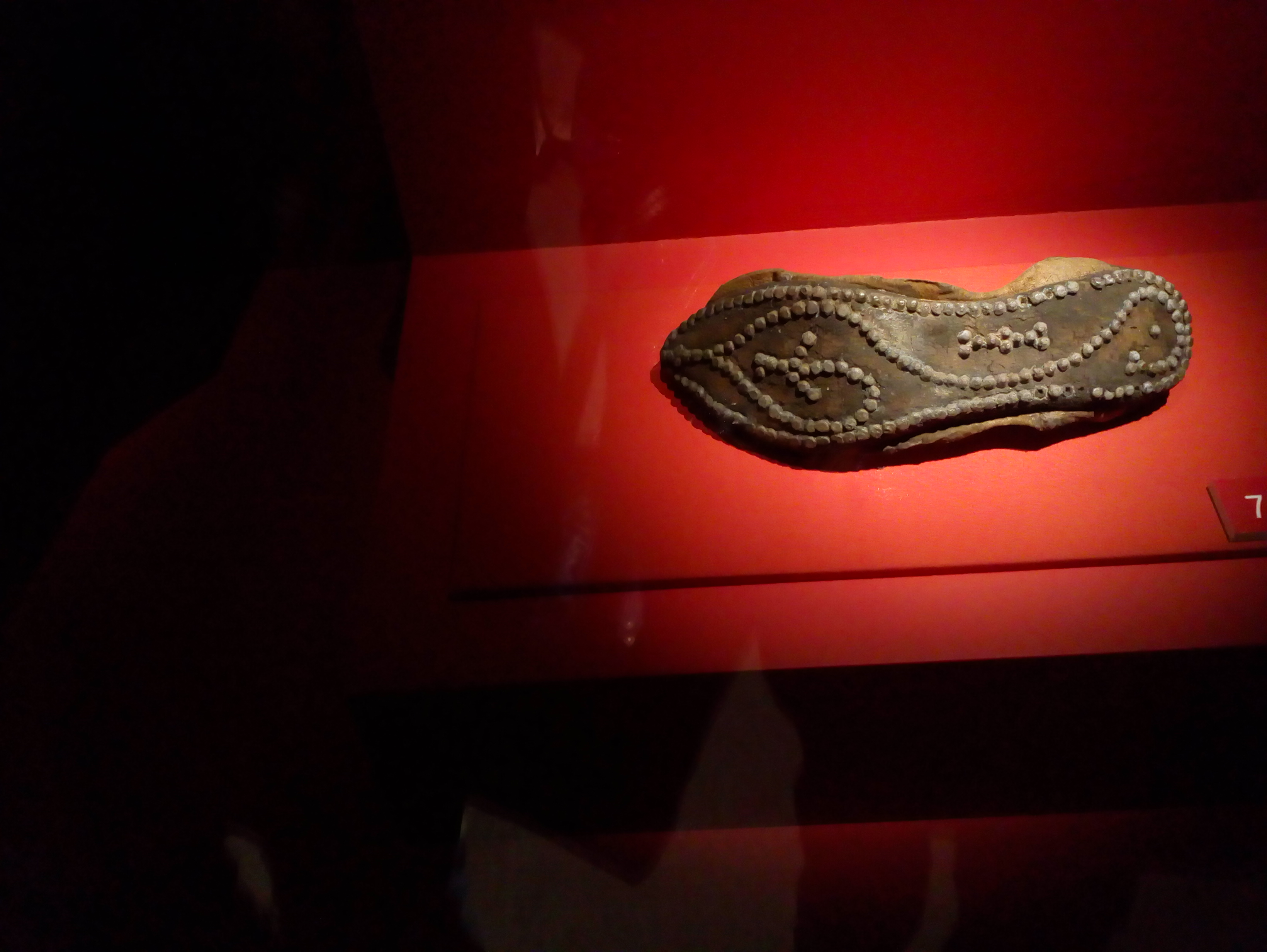
Římská bota v muzeu

Nalezené věci byly ve velmi dobrém stavu, včetně mnoha tisíců kovových předmětů a mincí, věcí z kůže (zejména různých druhů obuvi), že dřeva a útržků textilií.
Zachovaly se pozůstatky lázní z doby před vládou císaře Hadriana a dalších lázní ze 3. století; dále několik domů, kde bydleli velitelé i prostí vojáci a kde měli velitelství. Po vesnici ze 3. a 4. století zůstaly stopy po domech a dílnách či latrínách; také římsko-keltský chrám věnovaný neznámému římsko-keltskému bohu. Je zde jediný chrám, který lze vidět uvnitř pomocné pevnosti kdekoli v Římské říši (Jupiter Dolichenus).
Na místě lze kromě probíhajících vykopávek (je-li sezona) a vykopaných pozůstatků vidět kopii (v původní velikosti) úseku Hadrianova valu, a to jak toho, který byl postaven z kamene, tak i turfu. Rekonstrukce příkopu zvaného Vallum dosud neexistuje.
Díky bohatým nálezům je možné lépe pochopit, jak se Římanům, vojákům i civilnímu obyvatelstvu žilo na severní hranici říše.

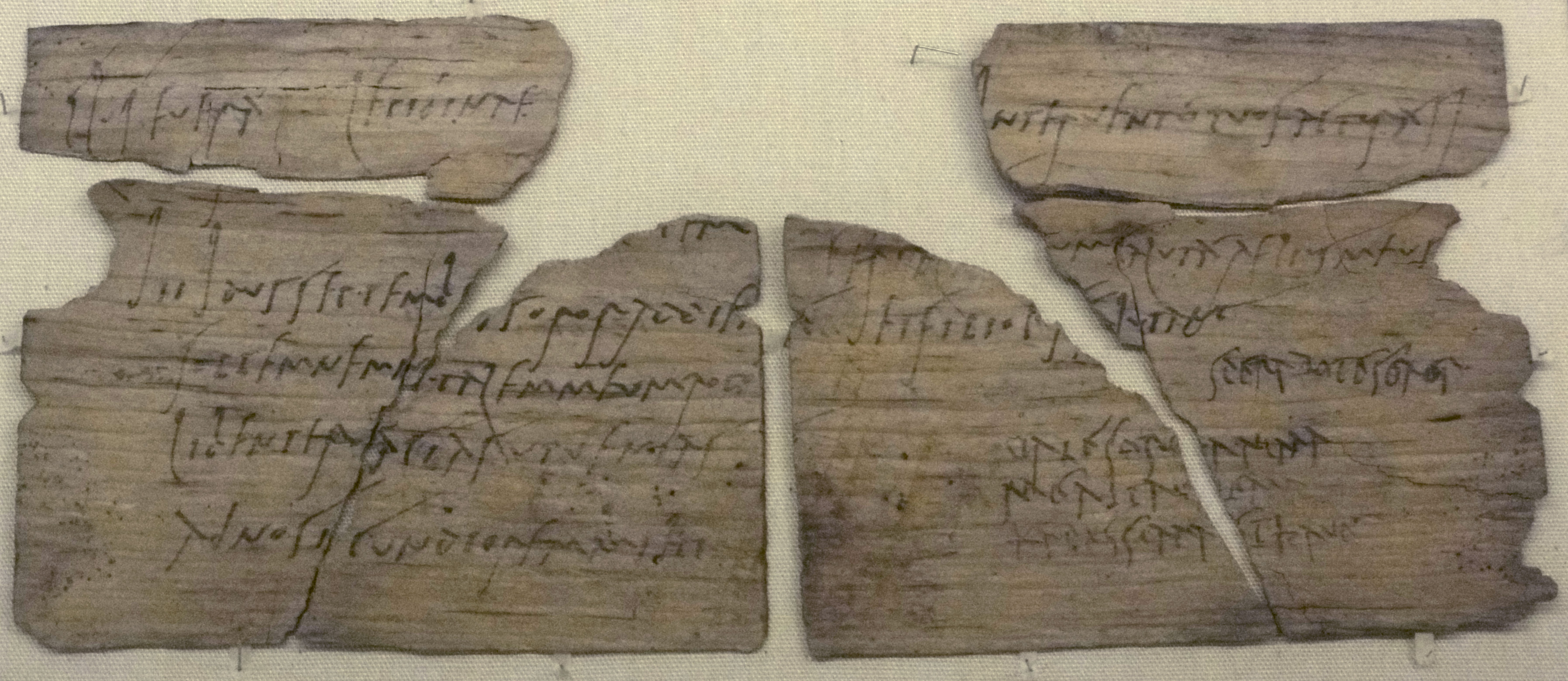
Vindolandská tabulka č. 291

## Vindolanda v médiích

### DeníkThe Guardian
Kromě starších počátečních nálezů inkoustových tabulek, obuvi a hřebenů psala média i o dalších artefaktech a objevech. V roce 2017 se britský deník The Guardian zaměřil na objev kasáren pro jezdectvo, které byly při vykopávkách odhaleny. Obsahovaly velké množství artefaktů včetně mečů, inkoustových tabulek, textilií, hrotů šípů a dalších vojenských předmětů. Porovnáním s jinými nálezy se zjistilo, že kasárny byly postaveny kolem roku 105.
The Guardian také psal o objevu skrýše s 25 tabulkami, které byly nalezeny v roce 2017. Tabulky byly objeveny v jedné z nejstarších vrstev pevnosti z 1. století. Tento objev byl považován za druhý největší objev inkoustových tabulek na světě, přičemž první takový poklad byl objeven také ve Vindolandě, ale v roce 1992.

### BBC
Během sezony vykopávek v roce 2014 zveřejnilo BBC příběh o objevu jednoho z mála zachovalých příkladů dřevěného sedátka na toaletě; těch se v Římské říši našlo jen velmi málo. Ve stejném roce informovali veřejnost o objevu jediné (velmi staré a velmi opotřebované) zlaté mince, která byla kdy nalezena v této lokalitě; ražena byla roku 64 nebo 65 našeho letopočtu. Ležela ve vrstvě ze 4. století.
V roce 2010 BBC oznámila objev pozůstatků dítěte ve věku 8 až 10 let, které byly nalezeny v mělké jámě v kasárnách. Pozice těla naznačovala, že mohlo mít svázané ruce. Další archeologická analýza ukázala, že pravděpodobně šlo o dívku, která zemřela asi před 1800 lety.
Dalším objevem zveřejněným na internetových stránkách BBC v roce 2006 byla bronzová a stříbrná fibula, na níž je zobrazen bůh Mars, a spona nese nápis Quintus Sollonius.

## Místní muzeum

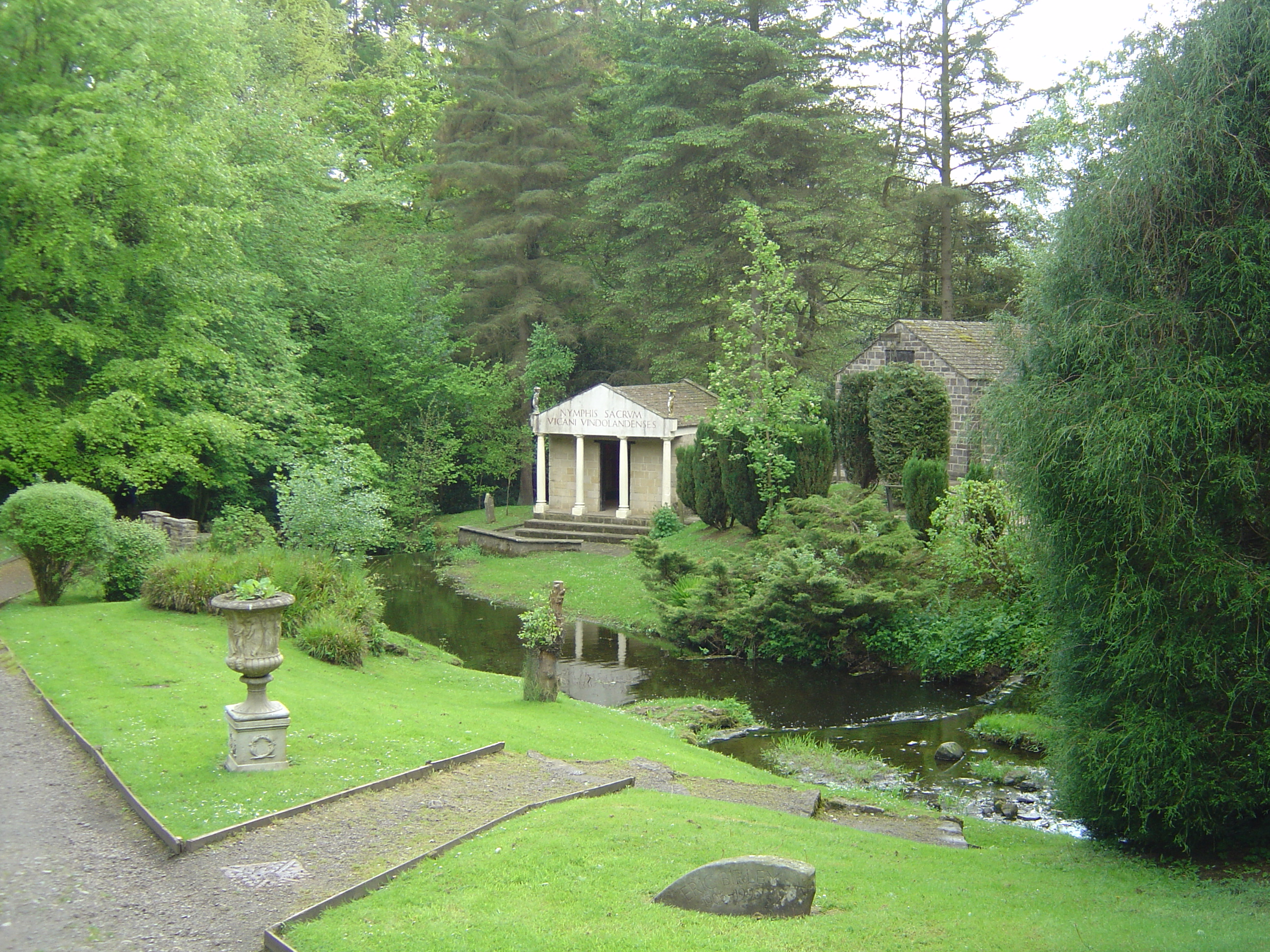
Zahrady u muzea

Místní muzeum v pevnosti Vindolanda, známé také jako Muzeum Chesterholm, uchovává a vystavuje nálezy z této lokality. Muzeum je v zahradách, v nichž se nachází rekonstrukce budov v původní velikosti: římský chrám, římský obchod, římský dům a další věci, vše s audiovýkladem. Mezi exponáty jsou římské vysoké boty, zbroj, šperky a mince, infračervené fotografie psacích tabulek a od roku 2011 malý soubor samotných tabulek, které zapůjčilo Britské muzeum. V roce 2011 bylo muzeum ve Vindolandě znovu otevřeno, stejně jako Roman Army Museum (muzeum římské armády) v Magnae Carvetiorum (Carvoran).

## Trust Vindolanda
V roce 1970 byl založen Trust Vindolanda, charitativní organizace, která spravuje tuto lokalitu i tamější muzeum. V roce 1997 převzal tento trust i Římské armádní muzeum v Carvoranu, v další pevnosti Hadriánova valu.

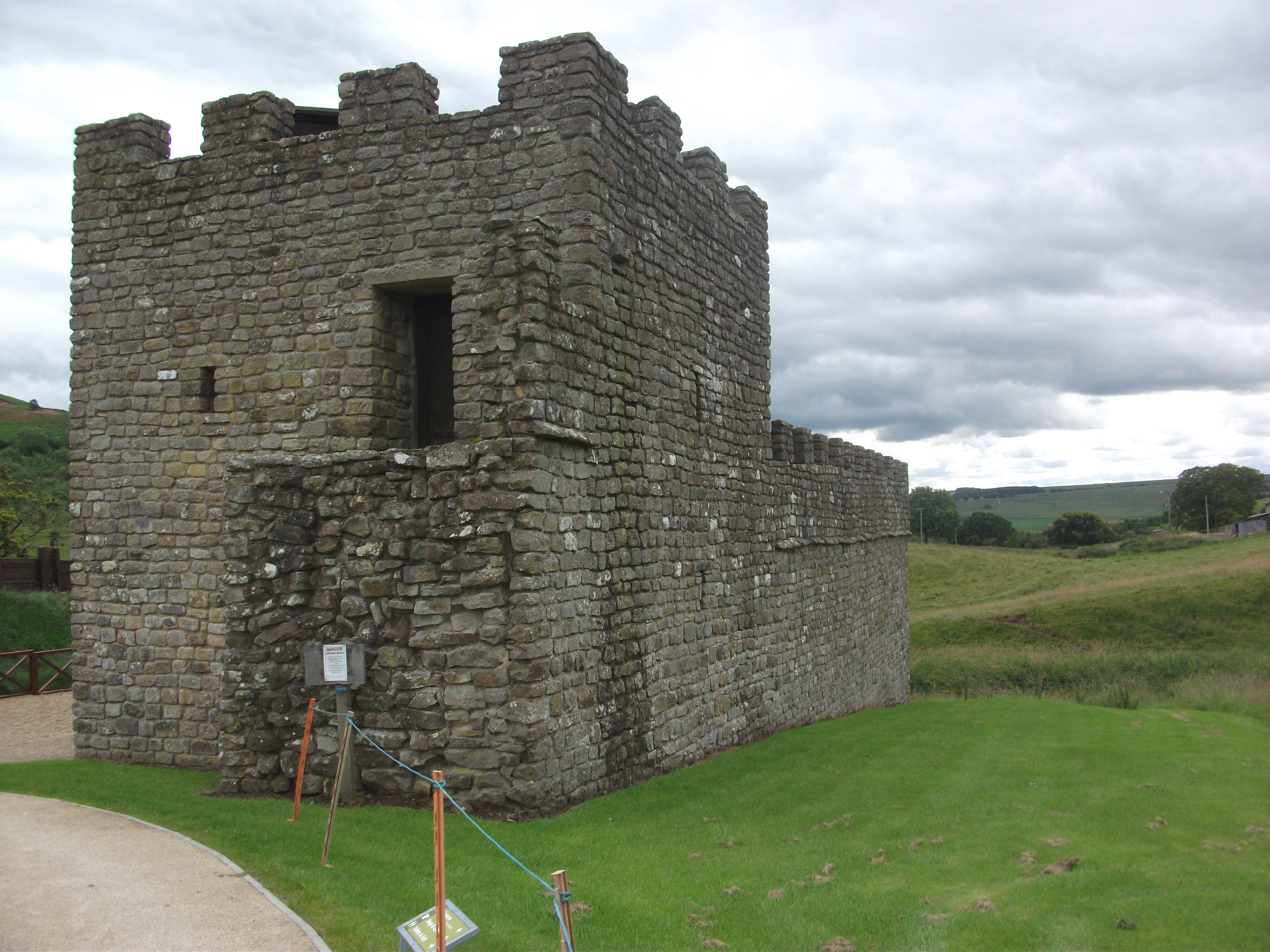
Rekonstrukce Hadriánova valu, Vindolanda
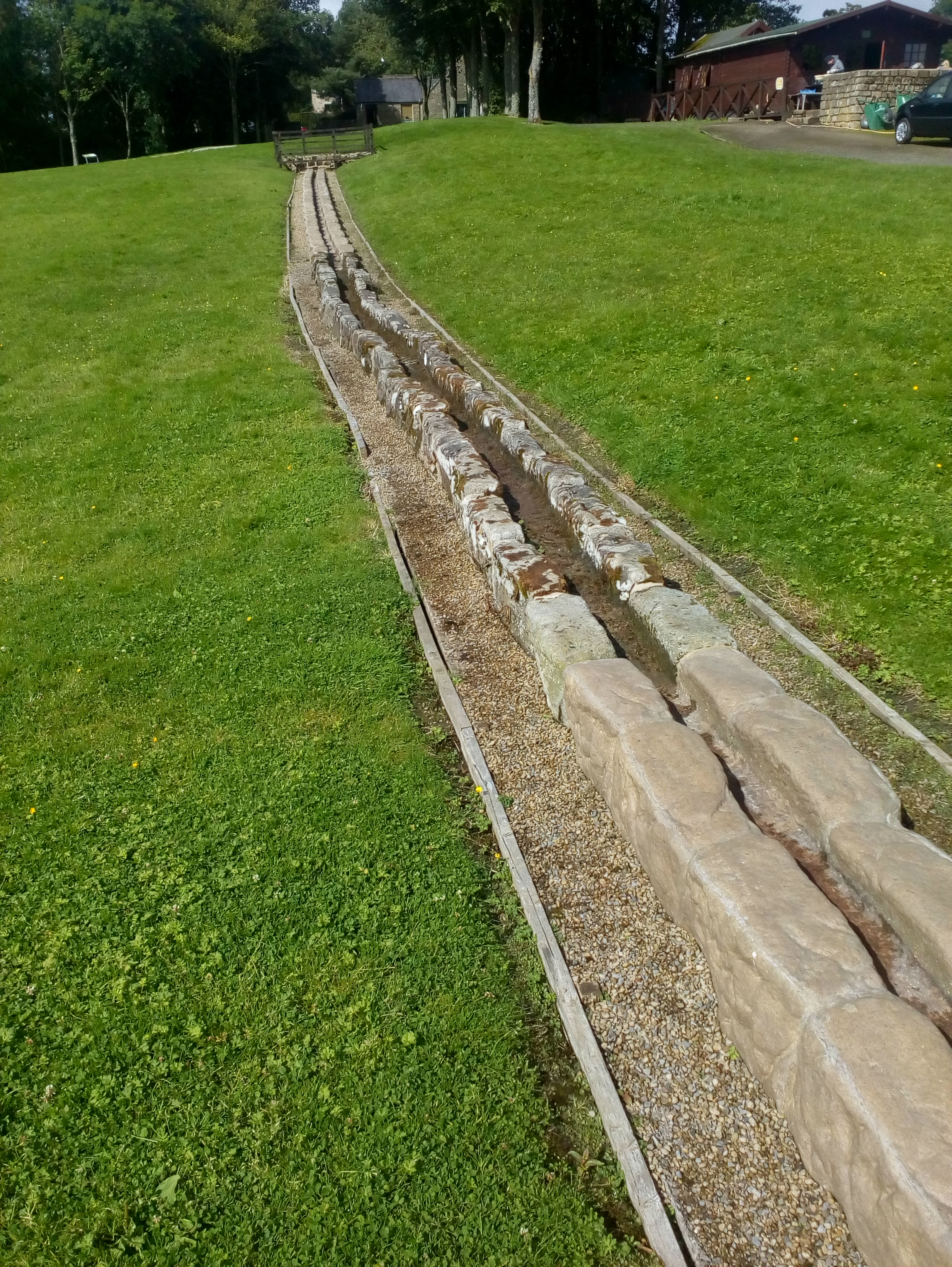
Vindolandský akvadukt
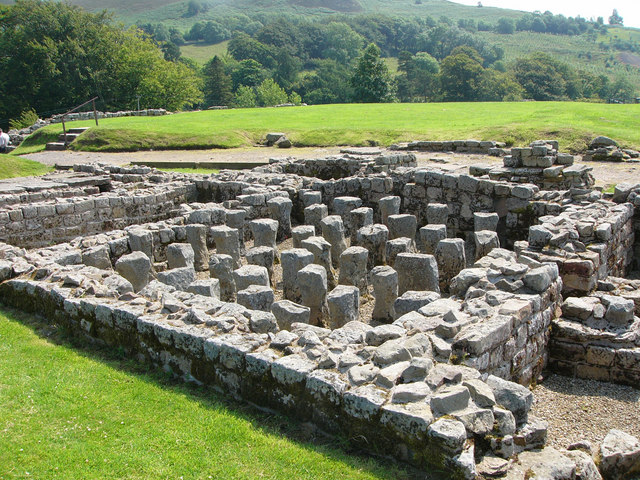
Vindolanda - římská pevnost
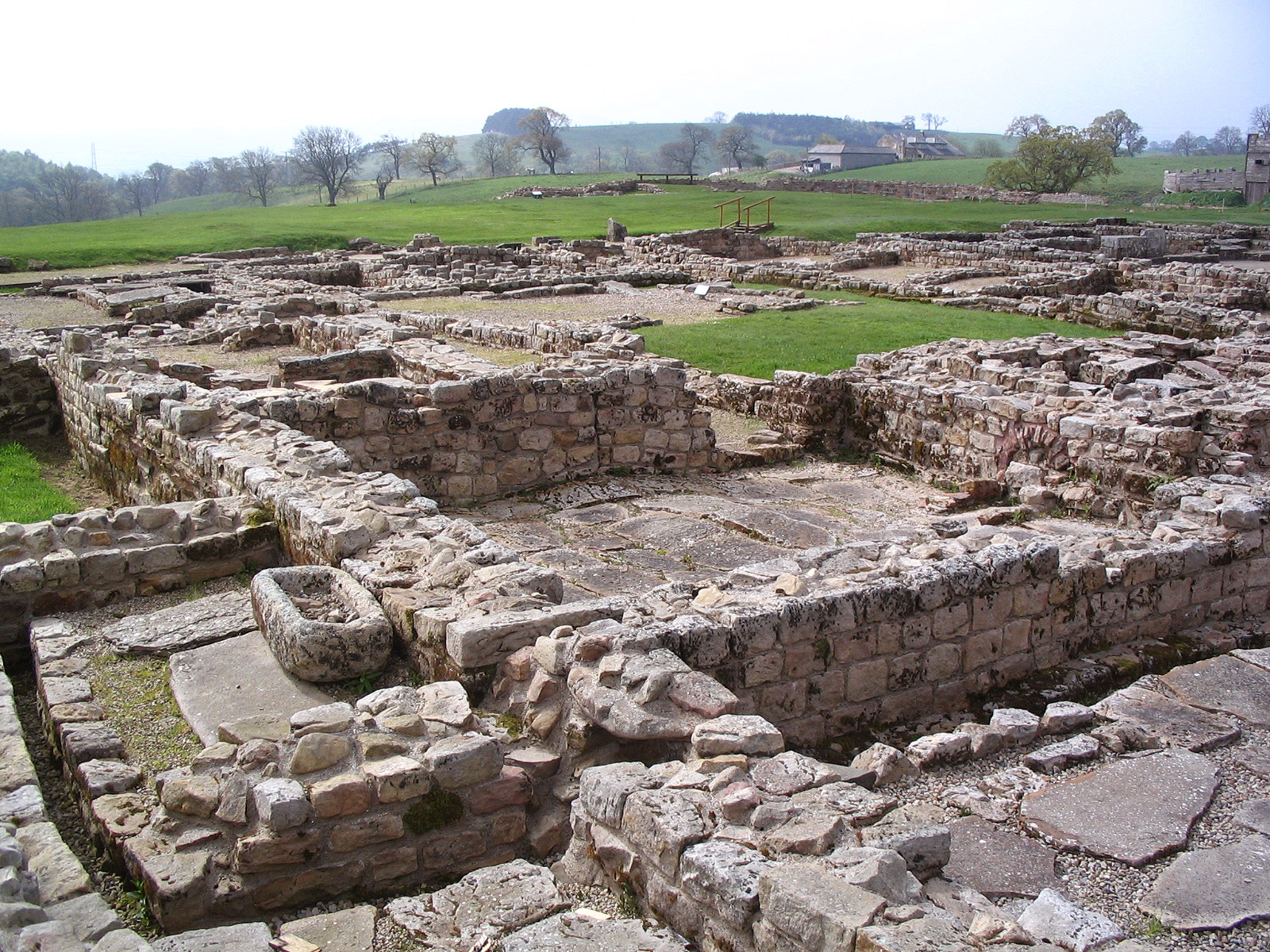
Vindolanda